# Мері Рід

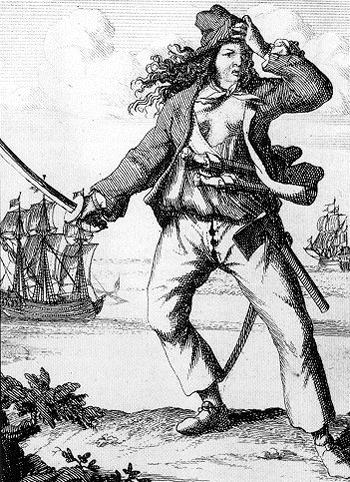
Мері Рід на гравюрі

Мері Рід (англ. Mary Read), також відома як Марк Рід (близько 1685, Лондон — 28 квітня 1721, Сантьяго-де-ла-Вега, Ямайка) — англійська жінка-пірат. Разом з Енн Бонні — одна з видатних жінок-піратів XVIII століття та небагатьох жінок, засуджених за піратство на піку Золотої доби піратства. 
Народилася в Лондоні в 1685. Почала перевдягатися в хлопчика в юному віці, спочатку за наполяганням матері, щоб отримати гроші у спадок, а потім у підлітковому віці, щоб приєднатися до британських військових. Згодом вступила в шлюб і після смерті чоловіка переїхала до Вест-Індії приблизно в 1715 році. У 1720 році зустріла Джека Рекгема і разом з Енн Бонні приєдналася до його команди, одягнувшись чоловіком разом. Її піратська кар'єра була успішною, але нетривалою, оскільки її, Бонні і Рекгема заарештували в листопаді 1720 року. Рекгема швидко стратили, Рід і Бонні стверджували, що вагітні, і отримали відстрочені вироки. Мері Рід померла від імовірно пологової гарячки в квітні 1721 року.

## У культурі
- Мері Рід відзначена на Поверху спадщини Джуді Чикаго.
- Дитячі роки Мері Рід описані в книзі для дітей «Катерина Лебедєва про Богдана Хмельницького, Мері Рід, Владислава Городецького, Вірджинію Вулф, Девіда Боуї» / К. Лебедєва. — Київ : Грані-Т, 2008. — 96 c.: іл. — (Життя видатних дітей). — ISBN 978-966-2923-77-3. — ISBN 978-966-465-128-5.
- Мері Рід представлена у відеогрі Assassin's Creed IV: Black Flag як один з основних неігрових персонажів.